# Niemand (Kevin)
Niemand is een lied van de Nederlandse rapper Kevin in samenwerking met de Nederlandse rappers KA en Ronnie Flex. Het werd in 2023 als single uitgebracht en stond in hetzelfde jaar als dertiende track op het album Wonderland van Kevin.

## Achtergrond
Niemand is geschreven door Kevin de Gier, Ayoub Chemlali, Ronell Plasschaert, Joey Moehamadsaleh, Romano Wijnstein en Charnett Reemnet en geproduceerd door Jordan Wayne. Het is een nummer dat past in het genre nederhop. In het lied rappen de artiesten over mentale problemen waar ze zelf soms mee moeten handelen. Ze vertellen dat verder niemand vraagt hoe het met ze gaat. 
Het is de eerste keer dat de drie rappers tegelijkertijd een hitsingle hebben. Wel werd er al onderling samengewerkt. Dit deden Kevin en Ronnie Flex op Kameraden voor het leven en Kevin en KA op Lightweight en Maasvlakte. Ronnie Flex en KA werkten nog niet eerder met elkaar samen. 
Ronnie Flex had al eerder een hit met een nummer met dezelfde titel. De andere Niemand bracht hij in 2015 uit in samenwerking met Mr. Polska.

## Hitnoteringen
De artiesten hadden succes met het lied in Nederland. Het piekte op de 25e plaats van de Single Top 100 en stond twee weken in deze hitlijst. De Top 40 werd niet bereikt; het lied bleef steken op de elfde plaats van de Tipparade.